# HNLMS O 16
Le HNLMS O 16 ou Hr.Ms. O 16 (Pennant number: 16) est un exemplaire unique et navire de tête de sous-marin de la classe O 16 de la Koninklijke Marine qui a servi pendant la Seconde Guerre mondiale.

## Caractéristiques techniques
Le HNLMS O 16 possède une dimension de (Longueur) 76,53 mètres x (largeur) 6,55 mètres x (tirant d'eau) 3,97 mètres. Il a un déplacement de 984 tonnes en surface et 1 194 tonnes sous l'eau. Pour la propulsion, il utilise 2 moteurs diesel de 1 600 ch (1 193 kW) chacun et 2 moteurs électriques de 460 ch (343 kW) chacun. En surface, le  O 16 peut atteindre une vitesse de 18 nœuds, sous l'eau une vitesse de 9 nœuds. Lors d'une plongée, il était possible de plonger sans danger jusqu'à une profondeur de 80 mètres.
Le HNLMS O 16 est équipé de 8 tubes lance-torpilles de 533 mm (21 pouces), 4 à l'avant, 2 à l'arrière et 2 en externesau milieu du navire. Pour ses attaques de surface et sa défence, on trouve 1 canon de pont Bofors 80 mm Model 1929 et 2 canons anti-aérien Vickers de 40 mm.
Il a été construit par la Koninklijke Maatschappij De Schelde de Flessingue.
Son équipage pouvait être constitué de 36 à 42 hommes.

## Histoire

### Mise en service et croisière secrète
Le quille du O 16 a été posé le 28 décembre 1933 à la Koninklijke Maatschappij De Schelde de Flessingue, et le sous-marin lancé le 27 janvier 1936. Le 16 octobre 1936, il est mis en service dans la Marine royale néerlandaise. Au moment de sa mise en service, il est le plus grand sous-marin de la Marine royale néerlandaise. Sa croisière d'essais en mer a lieu du 11 janvier au 6 avril 1937. Pendant cette croisière d'essais en mer, le sous-marin est sous le commandement du Luitenant ter zee 1e klasse C.J.W. van Waning. Le voyage est marqué par le mauvais temps et une mer agitée, ce qui a entraîné une situation gênante pour l'équipage. Beaucoup ont eu le mal de mer et n'ont pas pu faire leur devoir, tandis que la préparation des repas était difficile. Le voyage d'essais en mer emmena le O 16 au port de Hamilton, aux Bermudes le 5 février 1937, puis à Norfolk, en Virginie le 13 et 14 février 1937), et à Washington D.C du 15 au 24 février. Pendant leur séjour à Washington, le commandant van Waning et l'un des invités à bord du sous-marin, le professeur Dr. F.A. Vening Meinesz, ont été reçus en audience par le président américain Franklin D. Roosevelt. Après le voyage à Washington, le O 16 reprend son voyage vers Ponta Delgada le 7 au 8 mars 1937 et Lisbonne le 12 mars 1937. La guerre civile espagnole se déroule à cette époque, ce qui a pour effet que le général Francisco Franco bloque l'accès des navires à la mer Méditerranée avec l'aide de la Marine royale italienne. Le gouvernement néerlandais ordonne donc au O 16 d'escorter les navires et d'effectuer des tâches de convoyage, qu'il effectue avec d'autres navires de la Marine royale néerlandaise,. Par exemple, le 18 mars 1937, le O 16 effectue des tâches de convoyage avec le HNLMS Hertog Hendrik. Enfin, le 1er avril 1937, le O 16 rentre aux Pays-Bas pour terminer sa croisière d'essais en mer, il arrive au port néerlandais de Den Helder le 16 avril 1937.
Entre le 16 avril 1937 et le 12 décembre 1938, le O 16 prend part à de multiples événements et a aidé la Marine royale néerlandaise à développer des torpilles. Parmi les événements notables auxquels le O 16 participe, citons une démonstration de la flotte au large des côtes de Schéveningue le 3 septembre 1938. Cette démonstration a eu lieu pour célébrer le fait des 40 ans de la reine Wilhelmina comme reine et chef d'État des Pays-Bas. Après ces événements, le O 16 est mis hors service entre le 12 décembre 1938 et la mi-avril 1939 pour son entretien biennal. L'entretien a eu lieu au Rijkswerf te Willemsoord à Den Helder.

### Transfert aux Indes néerlandaises
En 1939, le O 16 est envoyé aux Antilles néerlandaises via le canal de Suez et rattaché à la division des sous-marins, ce qui fait du O 16 le premier sous-marin de la série O à se rendre aux Antilles néerlandaises, normalement seuls les sous-marins de la série K étaient envoyés dans la colonie néerlandaise en Asie du Sud-Est. Pendant son voyage aux Antilles néerlandaises, il traverse et accoste dans plusieurs ports, comme Lisbonne, Port Saïd et Aden. Le O 16 atteint finalement sa destination, Tanjung Priok, le 5 juin 1939. Peu après la reddition des Pays-Bas à l'Allemagne en 1940, la situation en Asie du Sud-Est s'est également dégradée. Une attaque japonaise était attendue, tandis que des rumeurs de raiders allemands, pour des guerres de course, avaient les yeux rivés sur les Indes orientales néerlandaises. À cette fin, le O 16, entre autres navires, a été envoyé en patrouille autour des Indes néerlandaises pour attraper ces raiders allemands. Par exemple, en septembre 1940, le O 16 et le K XVIII ont été envoyés par Tanjung Priok pour suivre le navire à vapeur Lematang et le pétrolier Olivia, pendant leur voyage de Durban à Lourenço Marques, avec l'intention de couler tout raider allemand éventuel. En outre, le O 16 s'est trouvé principalement à quai dans le port de Soerabaja. La raison en était que la Marine royale néerlandaise, la United States Navy (Marine américaine), la Royal Australian Navy (Marine royale australienne) et la Royal Navy (Marine royale britannique) étaient encore en pourparlers sur la manière dont leur éventuelle coopération ou alliance contre le Japon prendrait forme, par exemple, décider qui commande quels navires. Ce n'est qu'en novembre que le gouvernement néerlandais en exil à Londres a décidé que la 1re division sous-marine, à laquelle appartenait le O 16, serait placée sous commandement britannique.

### Seconde Guerre mondiale
Après avoir été placé sous le commandement britannique, le O 16 est envoyé en mission de patrouilles multiples. Cela a commencé en novembre 1941, lorsqu'il a été envoyé en patrouille dans la mer de Chine méridionale. Le 6 décembre 1941, le O 16 est envoyé en patrouille dans le golfe du Siam. Au cours de cette patrouille, le O 16 repère deux destroyers japonais, mais comme il n'y avait pas de guerre avec le Japon, aucune torpille n'est lancée. Cette situation changea un jour plus tard, le 7 décembre 1941, lorsque le Japon attaqua Pearl Harbor. Cela entraîna une guerre avec les Japonais, tandis que le gouvernement néerlandais décida également de placer deux autres divisions sous-marines sous commandement britannique, ce qui signifiait que trois des quatre divisions sous-marines néerlandaises étaient désormais sous commandement britannique (la 1re division sous-marine, à laquelle appartenait le O 16, était déjà sous commandement britannique). Dans la nuit du 8 au 9 décembre 1941, le O 16 aperçoit deux destroyers japonais qui cherchaient quelque chose, mais ne les poursuit pas. Le 9 décembre 1941, à 21 heures, le O 16 reçoit un message du commandement britannique lui demandant de se rendre, avec d'autres sous-marins des divisions I et II, sur les côtes du Siam. La raison en était qu'un grand nombre de transports de troupes japonais avaient été aperçus au large des côtes. Le lendemain, le 11 décembre à 6 heures du matin, les sous-marins reçoivent l'ordre de mettre le cap sur la côte de Malacca et du Siam, entre Kota Bharu et Singora. où des navires de transport de troupes japonais furent repérés et où les sous-marins devaient les attaquer. Plus tôt dans la nuit, le O 16 avait repéré un navire de guerre japonais et lancé trois torpilles, mais en raison du mauvais temps, l'équipage ne pouvait pas confirmer s'il avait touché et coulé le navire. Le lendemain, le 12 décembre 1941, le O 16 repère de nouveau un navire de guerre japonais se dirigeant vers Pattani, Anton Bussemaker, commandant du O 16, donne l'ordre de suivre le navire. Finalement, le navire de guerre japonais décide d'accoster dans la baie de Soengei Patani, ce qui se produisit vers 21h30. Pendant que le lieutenant ter zee 2e klasse H.J.J. van Eynsbergen manœuvrait dans la baie, l'équipage a découvert que d'autres navires de guerre japonais étaient à quai en plus de celui qu'ils avaient suivi. La baie n'étant profonde que de 11 mètres, il était impossible de plonger, mais le O 16 s'est approché des navires de guerre japonais à quai à l'aide de ses moteurs électriques et a préparé ses torpilles. S'il devait être découvert, la probabilité de s'échapper était faible, les navires de guerre étaient équipés de canons qui servaient à protéger les navires et les sous-marins de surface. Lorsque le commandant jugea le O 16 suffisamment proche, quatre torpilles furent lancées simultanément sur quatre navires de guerre différents. Lorsque les quatre torpilles atteignirent leurs cibles et explosèrent, deux autres torpilles furent lancées, ce qui entraîna le naufrage des quatre navires de guerre japonais, mais certains navires ne coulèrent pas complètement et un autre ne fut que légèrement endommagé. L'équipage du O 16 fut néanmoins très heureux de son exploit et se retira dans son port d'attache, Singapour, avec une seule torpille restante.

### Disparu et retrouvé
Le 15 décembre 1941, au cours de son voyage de retour vers Singapour, le O 16 heurte une mine navale japonaise près de l'île Tioman, alors qu'il quittait le golfe du Siam. Un seul homme sur les 42 membres de l'équipage survécut. Le survivant, l'intendant Cor de Wolf, réussit à nager jusqu'à l'île de Dayang et finit par entrer en contact avec la marine royale néerlandaise, qui l'emmena à Singapour. Là, il informa les officiers de la marine néerlandaise de ce qui était arrivé au O 16. Selon Cor de Wolf, il se trouvait sur la passerelle lorsqu'il a entendu un grand bruit et a vu le sous-marin se briser en deux. Le sous-marin a commencé à couler en moins d'une minute et avant qu'il ne s'en rende compte, il était à la dérive dans l'eau. Alors qu'il dérivait dans la mer, il s'est mis à crier pour les autres et a fini par voir quelques membres d'équipage dériver également, vers lesquels il a nagé. Lorsqu'il les a atteints, il a remarqué que les autres membres d'équipage qui avaient survécu étaient ceux qui étaient à ses côtés sur le pont lorsque le sous-marin a heurté une mine, à l'exception du commandant Bussemaker. Il s'agissait du premier lieutenant Jeekel, du caporal Bos, du caporal suppléant van Tol, de la 1ère classe de marine Kruijdenhof. Ils se sont tous mis à crier pour le commandant Bussemaker, qui leur a répondu, mais il était trop loin pour être atteint, et relativement vite, ils ne l'ont plus entendu ni revu. Les cinq survivants ont entre-temps essayé de s'orienter et sont arrivés à la conclusion qu'ils devaient nager dans la direction entre le côté gauche de la lune et le côté droit d'une étoile qui se trouvait dans le ciel. Peu après que le soleil ait commencé à se lever au-dessus de la mer de Chine méridionale, le caporal van Tol n'a plus eu la force de nager plus loin et a coulé. Pendant ce temps, des îles ont commencé à apparaître à l'horizon, vers lesquelles les survivants restants ont commencé à nager. Cependant, vers 8 heures du matin, le premier lieutenant Jeekel n'a pas pu continuer et a coulé. Peu après, Cor de Wolf a demandé aux deux autres survivants, le Marine de 1ère classe Kruijdenhof et le Caporal Bos, comment ils tenaient le coup. La seule réponse qu'il a entendue de la part des deux était "soif". Néanmoins, après 6 heures et demie de nage, le Marine de 1ère classe Kruijdenhof s'est lentement enfoncé dans la mer vers 9 heures. Au même moment, le courant a commencé à se renforcer dans l'océan et a poussé Cor de Wolf et le Caporal Bos à l'Est des îles qu'ils voyaient au loin. Après que le soleil ait commencé à baisser et que tous deux aient nagé pendant 17 heures, le caporal Bos a dit à Cor de Wolf qu'il n'avait plus de force pour nager et qu'il commençait à s'enfoncer. Avant de couler, il a également dit à Cor de Wolf d'envoyer ses salutations à sa femme et à ses enfants s'il parvenait à survivre. La perte du caporal Bos signifiait que Cor de Wolf était tout seul dans sa lutte pour atteindre la terre ferme. Il lui fallut finalement 35 heures pour atteindre l'île de Dayang, où il rencontra un indigène qui ne le comprenait pas, mais il le conduisit à la tête de son village qui parlait une langue que Cor de Wolf connaissait également, à savoir le malais. Grâce à ce chef de village, il réussit à établir un contact avec les premières unités australiennes et, finalement, avec la marine royale néerlandaise.
L'épave du O 16 n'a été retrouvée qu'en 1995, lorsqu'un plongeur suédois, nommé Sten Sjostrand, a découvert l'épave d'un sous-marin. Il ne savait pas avec certitude à quelle marine appartenait le sous-marin, mais il avait le sentiment qu'il pouvait s'agir du O 16 manquant. Pour en être certain, il appela le journal néerlandais AD, qui le mit en contact avec la Marine royale néerlandaise. Ils confirmèrent à Sten Sjostrand qu'il est tout à fait certain que le sous-marin qu'il a trouvé était le O 16. Une expédition a été organisée, à laquelle participaient des membres de la marine, deux journaux et deux descendants du commandant Bussemaker,. Ils ont rencontré Sten Sjostrand le 24 octobre 1995 à Tioman pour visiter l'épave et confirmer s'il s'agissait bien du O 16. Le 26 octobre 1995 à 4 heures du matin, l'équipe de l'expédition, Sten Sjostrand et 4 autres plongeurs se sont rendus sur le bateau Cadenza à l'emplacement de l'épave, qui se trouvait à 22 miles au Nord-Est de Tioman et à une profondeur de plongée de 53 mètres. Sur place, les plongeurs ont commencé à plonger pour voir s'ils pouvaient voir le nom du O 16 sur la coque. Cependant, après plusieurs plongées, ils n'ont pas pu trouver de nom sur l'épave, mais ils ont commencé à enregistrer des vidéos pendant leurs sessions de plongée. Plus tard, ils ont comparé ce qu'ils ont enregistré avec les dessins du O 16 et ont pu confirmer que l'épave était bien le O 16.
En octobre 2013, un navire-grue a été photographié en train de draguer l'épave du O 16 pour la vendre comme ferraille.

## Commandants
- Luitenant ter zee 1e klasse (Lt.Cdr.)  C.J.W. van Waning du 11 janvier 1937 au 29 juillet 1939
- Luitenant ter zee 2e klasse (Lt.) Louis Jan Jarman du 29 juillet 1939 au 9 novembre 1940
- Luitenant ter zee 1e klasse (Lt.Cdr.) Antonie Jacobus Bussemaker du 9 novembre 1940 au 3 août 1941
- Luitenant ter zee 1e klasse (Lt.Cdr.) Antonie Jacobus Bussemaker du 20 septembre 1941 au 15 décembre 1941

## Palmarès
Le HNLMS O 16 a torpillé et coulé trois navires de transport de troupes japonais, le Tosan Maru (8666 tonneaux, construit en 1938), le Kinka Maru (9305 tonneaux, construit en 1938) et le Asosan Maru (8812 tonneaux, construit en 1934). Ces navires ont été coulés en eau peu profonde et ont ensuite été renfloués et réparés. Il a également endommagé 1 autre navire de transport de troupes japonais de 7 170 tonneaux.
| Date             | Nom du navire             | Nationalité                | Tonnage | Fait                        |
| ---------------- | ------------------------- | -------------------------- | ------- | --------------------------- |
| 11 décembre 1941 | Ayatosan Maru/Sakura Maru | Marine impériale japonaise | 7 170   | Endommagé                   |
| 12 décembre 1941 | Tosan Maru                | Marine impériale japonaise | 8 666   | Coulé (plus tard, renfloué) |
| 12 décembre 1941 | Asosan Maru               | Marine impériale japonaise | 8 812   | Coulé (plus tard, renfloué) |
| 12 décembre 1941 | Kinka Maru                | Marine impériale japonaise | 9 306   | Coulé (plus tard, renfloué) |